# Naiade (astronomia)
Naiade, conosciuto anche come Nettuno III, è il satellite naturale più interno di Nettuno.
Naiade è stato scoperto attorno alla metà del settembre 1989 dalle immagini riprese dalla sonda statunitense Voyager 2. L'ultima luna ad essere stata scoperta durante il passaggio ravvicinato della sonda, inizialmente fu designata come S/1989 N 6, le fu poi dato il nome di Naiade dalle naiadi della mitologia greca.
La sua scoperta venne annunciata il 29 settembre 1989 nella circolare dell'IAU nº 4867, ma il testo parlava di «25 fotogrammi presi in 11 giorni», facendo risalire la scoperta a qualche tempo prima del 18 settembre. Il nome venne assegnato il 16 settembre 1991.

## Caratteristiche
Naiade è di forma irregolare e probabilmente non è stata modificata da nessun processo geologico interno dopo la sua formazione. È probabile che si tratti di un insieme di detriti che si sono fusi da frammenti di satelliti originali di Nettuno, che furono distrutti da perturbazioni provenienti da Tritone quando Tritone stesso fu catturato nella sua orbita iniziale molto eccentrica.
Naiade orbita circa 23500 km sopra le cime delle nubi di Nettuno, dunque in maniera rasente all'atmosfera di Nettuno stesso; dal momento che quest'altezza è al di sotto del raggio di orbita sincrona, la sua orbita sta lentamente decadendo a causa dell'accelerazione secolare e il satellite impatterà con l'atmosfera di Nettuno, o si romperà in un anello planetario dopo il superamento del limite di Roche a causa delle forze di marea. Naiade orbita attorno a Nettuno ben entro il limite fluido di Roche e la sua densità dovrebbe essere abbastanza bassa da essere già molto vicina al suo limite di Roche.

## Osservazioni

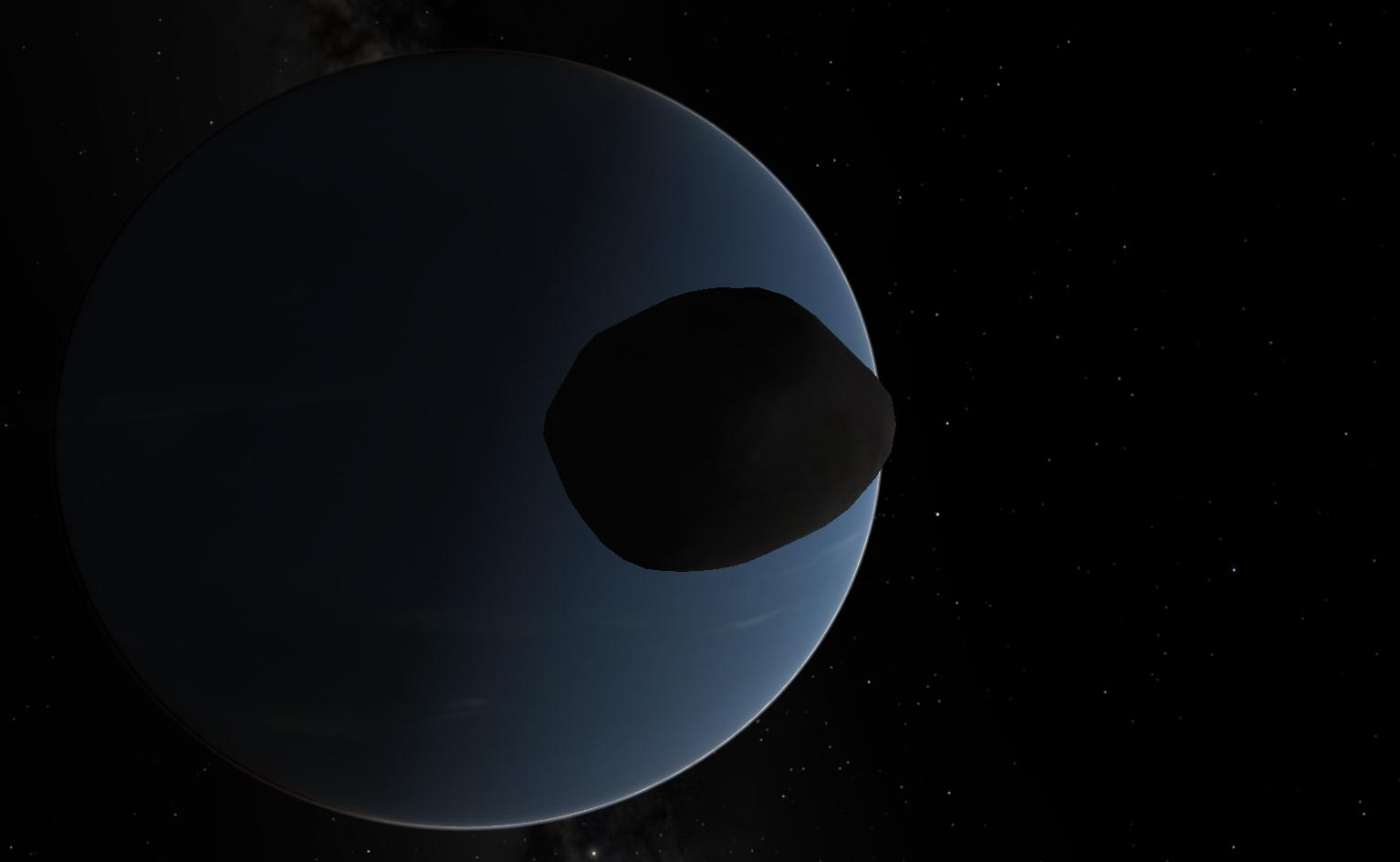
Una vista simulata di Naiade orbitante attorno a Nettuno con il Sole in lontananza.

Dal passaggio ravvicinato del Voyager 2, il sistema di Nettuno è stato ampiamente studiato da osservatori a terra e dal telescopio spaziale Hubble. Tra il 2002 e il 2003 i telescopi Keck hanno osservato il sistema usando l'ottica adattiva e rilevato facilmente i maggiori quattro satelliti interni; Thalassa è stata trovata con un po' di elaborazione delle immagini, ma Naiade non è stata individuata. Il Telescopio Hubble ha la capacità di rilevare tutti i satelliti noti e possibili nuovi satelliti in maniera anche migliore del Voyager 2. L'8 ottobre 2013, l'istituto SETI ha annunciato che Naiade è stata localizzata in alcune immagini dell'Hubble archiviate nel 2004. Il sospetto che la perdita del posizionamento sia stata dovuta a notevoli errori nelle effemeridi di Naiade si è dimostrato corretto in quanto Naiade è stata infine trovata a 80 gradi rispetto alla posizione prevista.